# Duarte (Kalifornien)
Duarte ist eine Stadt in Los Angeles County im US-Bundesstaat Kalifornien der Vereinigten Staaten. Das U.S. Census Bureau hat bei der Volkszählung 2020 eine Einwohnerzahl von 21.727 ermittelt.
Die Stadt liegt an der berühmten Route 66 und ist Standort des City of Hope National Medical Center. Das Stadtgebiet hat eine Größe von 17,3 km².
Laut dem Forbes Magazin war Duarte 2010 der Ort in den USA mit dem teuersten Preis für ein Haus.